# 朱塞佩·奥基亚利尼
朱塞佩·保罗·斯塔尼斯劳·奥基亚利尼（義大利語：Giuseppe Paolo Stanislao Occhialini，1907年12月5日—1993年12月30日）是一位意大利物理学家。

## 生平
生于意大利佩萨罗福松布罗内，意大利物理学家，1947年与塞萨尔·拉特斯、塞西尔·鲍威尔发现pi-介子的衰变。做出该发现时，他们都在布里斯托尔大学H. H. Wills实验室工作。